# لیبریوس
پاپ لیبریوس (به انگلیسی: Pope Liberius) یکی از پاپ‌های کلیسای کاتولیک رم بود که بین سال‌های ۳۵۲ تا ۳۶۶ میلادی پاپ بود.